# Polystachya oligantha
Polystachya oligantha är en orkidéart som beskrevs av Rudolf Schlechter. Polystachya oligantha ingår i släktet Polystachya och familjen orkidéer.
Artens utbredningsområde är Bioko. Inga underarter finns listade i Catalogue of Life.